# Mihály Vörösmarty
Mihály Vörösmarty (Puszta-Nyék 1 de desembre del 1800 - Pest, 19 de novembre del 1855) fou un important poeta i dramaturg hongarès, considerat un dels màxims exponents del Romanticisme al son país.

## Biografia
Mihály Vörösmarty nasqué a Kápolnásnyék, al si d'una noble família catòlica. Va rebre instrucció pels cistercencs a Székesfehérvár, i més endavant a càrrec dels escolapis de Pest. La mort del seu padre implicà conseqüències nefastes, i va deixar el jove Vörösmarty en una precària situació de pobresa, en ocasió de la qual es veié obligat a valer-se pròpiament per tal de prosseguir avinentment i poder pagar-se els estudis.
Els fets esdevinguts durant la dieta del 1825 instigaren l'esclat del seu patriotisme, i li van conferir una nova dimensió a la seva obra poètica, que fins llavors restava composta, principalment, per un drama titulat Salomó. La seva implicació en l'àmbit públic de la vida hongaresa esdevingué majorment vasta després d'enamorar-se d'Etelka Perczel, que pertanyia a una classe social superior a la seva. Molts dels seus poemes lírics al·ludeixen a aquesta passió amorosa. El seu patriotisme és manifesta en composicions de caràcter èpic, que foren les que li lliuraren més notorietat; obres com Zalán futása (La fugida d'en Zalan) (1824), Cserhalom (1826), La vall embruixada (1827) o Eger (1827) en són clar exponent.
Quan aquestes composicions van ser presentades a Vörösmarty fou unànimament aclamat pels romàntics i especialment pels membres del Cercle Aurora, amb Károly Kisfaludy o Ferenc Toldy. Això li permeté d'abandonar la feina com a tutor familiar i dedicar-se a la literatura en plenitud, i instal·lar-se a Buda, nucli més proper als centres culturals del país. Entre el 1823 i el 1831 elaborà quatre drames (entre ells Csongor i Tünde, considerat com a la seva obra dramàtica mestra) i vuit poemes èpics més breus, dels quals mereix especial esment A két szomszédvár (Dos castells veïns) (1831).
Quan es va crear l'Acadèmia de Ciències d'Hongria el novembre de l'any 1830, fou escollit membre de la secció filològica, en la direcció de la qual va succeir a Károly Kisfaludy. En aquesta funció va coordinar la confecció d'un Diccionari complet de la llengua hongaresa i un Diccionari de dialectes hongaresos, alhora que elaborà conjuntament un diccionari hongarès-alemany, i una gramàtica de l'hongarès destinada als parlants germànics. Va ser un dels fundadors de la "Societat Kisfaludy", i el 1837 contribuí a la constitució de l'Ateneu i de la publicació literària Figyelmező. D'aleshores fins al 1843, s'esmerçà fonamentalment en la redacció de drames que obtingueren un èxit discutible, entre els quals es destaca Vérnász (Boda de sang, 1833), premiat per la mateixa Acadèmia. També publicà diversos reculls de poesia, dels quals Szózat (Crida, 1836), reeixí l'himne nacional d'Hongria juntament amb l'Himnusz, confegit per Ferenc Kölcsey. El seu matrimoni amb Laura Csajághy l'any 1843 va inspirar-li un conjunt de poesies eròtiques. El 1848, en col·laboració amb János Arany i Sándor Petőfi, va traduir les obres completes de William Shakespeare.
Mercès el suport de Lajos Kossuth i Imre Cseszneky, Vörösmarty reeixí el representant de Jánoshalma durant la dieta del 1848, i l'any 1849 fou nomenat jutge de l'Alt Tribunal. El fracàs de la Revolució hongaresa del 1848 repercutí profundament en son ésser: decidí d'exiliar-se al llarg d'un efímer període, i quan va retornar a Hongria el 1850, ja havia esdevingut un ancià malencònic. Finà a Pest l'any 1855, en la mateixa casa on vint-i-cinc anys ençà s'havia produït la defunció de Károly Kisfaludy. El dia del seu enterrament fou declarat dia de dol nacional, i es recollí una subscripció nacional en favor dels seus fills, recollida per Ferenc Deák.